# Radovan (hrvatski prijestolonasljednik)
Radovan bio je hrvatski kraljević i prijestolonasljednik, sin Dmitra Zvonimira.

## Životopis
Bio je jedino muško dijete hrvatskog kralja Dmitra Zvonimira i njegove supruge Jelene Lijepe, kraljevne iz mađarske vladarske dinastije Arpadovića. Imao je sestru Klaudiju.
Pretpostavlja se da je preko oca bio potomak Stjepana, sina Svetoslava Suronje, koji se oženio Hicelom, plemkinjom iz mletačkog roda Orseolo. S majčine strane, ujaci su mu bili ugarski kraljevi Gejza I. (1074. – 1077.) i Ladislav I. (1077. – 1095.), a djed mu je bio ugarski kralj Bela I.
Kako je umro još za očeva života, Zvonimira je nakon smrti naslijedio nećak kralja Petra Krešimira IV., Stjepan, posljednji muški član dinastije Trpimirovića.
Prvi put se spominje na proljeće 1078. godine u pratnji oca i majke, za vrijeme njihovoga susreta s papinskim legatom, kardinalom Petrom. Također, zabilježen je 1083. godine kada je njegov otac Zvonimir darovao nadbiskupu Lovri posjed „Konjuština”.
Na Pagu i danas postoji predaja kako je Radovan došao na taj otok kako bi se izliječio od plućne bolesti.

## Počasti
- Sonet „Kraljević Radovan”, Vladimir Nazor.[5]
- „Radovan i Ljudmila”, Krešimir Berto Balabanić.[5]
- „Kraljević Radovan”, Ida Fürst.

### Članci
- Zekan, Mate. 1990. Kralj Zvonimir - dokumenti i spomenici. Muzej hrvatskih arheoloških spomenika, Split - Arheološki muzej, Zagreb. Zagreb.
- Klaić, Vjekoslav. 1982. Povijest Hrvata. Knjiga prva. Nakladni zavod Matice hrvatske. Zagreb.
- Dragić, Marko. 2011. Zbilja o hrvatskom kralju Dmitru Zvonimiru u poeziji Vladimira Nazora. Časopis Hrvatskih studija. Centar Hrvatskih studija - Sveučilište Macquarie. Sydney. 7 (1): 61–87

### Mrežna sjedišta
- Svetoslav Suronja. Hrvatska enciklopedija LZMK. Pristupljeno 21. prosinca 2024.